# Goldmillion
Goldmillion war eine Quizsendung als Nachfolger der ZDF-Show Der große Preis. Sie wurde von Kurt Felix entwickelt, von 1994 bis 1995 ausgestrahlt und von Wolfgang Lippert moderiert; einmal vertrat ihn Günther Jauch.

## Geschichte
Goldmillion wurde vom 22. Januar 1994 bis zum 24. August 1995 ausgestrahlt. Als zwischenzeitlicher Nachfolger der sehr populären Quizsendung Der Große Preis lief Goldmillion ebenfalls zu Gunsten der Fernsehlotterie Aktion Sorgenkind (heute Aktion Mensch).
Die Quizsendung war anfangs eine 105-minütige Samstagabendshow mit zu Beginn über 10 Millionen Zuschauern und wurde, wegen zu geringer Einschaltquoten, später zur 60-minütigen Donnerstagabendshow mit nur noch 1,7 Millionen Zuschauern. Es gab viele öffentliche Debatten und Schuldzuweisungen. Mehrere Konzeptänderungen verhinderten nicht, dass die Sendung nach rund 20 Monaten eingestellt wurde, obwohl noch vier Folgen produziert werden sollten.

## Ablauf
In mehreren Runden agierten drei Kandidaten gegeneinander, mit dem Ziel, eine Menge Goldmünzen im Wert von je 200 DM zu gewinnen. Anders als bei der Vorgängersendung, wo auch das Fachwissen von Kandidaten abgefragt wurde, gab es eher Alltagsfragen und zusätzlich Aktionsspiele. Der Sieger wurde schließlich von einem beispielsweise von zuhause anrufenden Zuschauer durch ein Labyrinth gelotst. Wenn der Kandidat ins Ziel kam, gewann der Anrufer ein Auto und der Kandidat die von allen erspielten Goldmünzen. Zudem gab es Einspielungen, durch die ein paar Fernsehzuschauer live erfuhren, dass sie gerade Millionär geworden waren.